# Alpha Octantis
Désignations
Alpha Octantis (α Octantis / α Oct) est une étoile binaire de la constellation de l'Octant, distante d'environ ∼ 147 a.l. (∼ 45,1 pc) de la Terre. Elle a une magnitude apparente combinée d'environ 5,15. Malgré sa désignation de Bayer « alpha », ce n'est pas l'étoile la plus brillante de la constellation, ce titre revenant à Nu Octantis.
Alpha Octantis est une étoile binaire spectroscopique à raies doubles d'une période orbitale de 9,073 jours et avec une excentricité de 0,39. Elle est constituée de deux géantes de type spectral F. La paire est également classée comme binaire à éclipses de type Beta Lyrae.